# Крутое (Пролетарский территориальный округ)
Крутое́ — деревня в Тульской области России. 
В рамках организации местного самоуправления входит в городской округ город Тула, в рамках административно-территориального устройства — в Бежковский сельский округ Ленинского района Тульской области.  

## География
Расположена в 10 километрах к юго-востоку от областного центра, города Тула (по прямой от Тульского кремля).

## Население
| 2010 |
| ---- |
| 11   |

## История
В рамках организации местного самоуправления с 2006 до 2014 годы деревня включалась в Шатское сельское поселение Ленинского муниципального района.
С 2015 года деревня входит в Пролетарский территориальный округ в рамках городского округа город Тула. 